# Česká křídová pánev

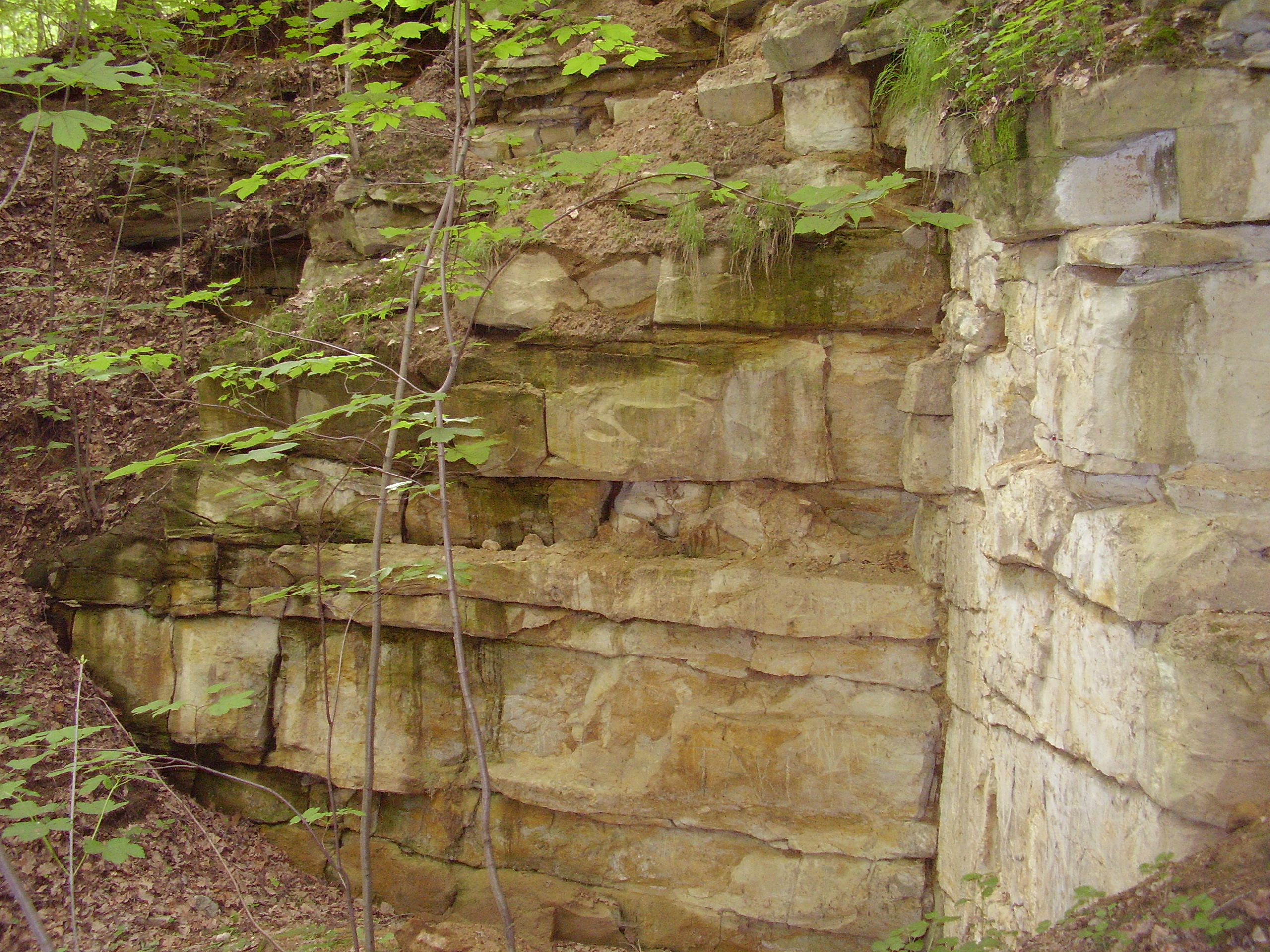
Sedimenty jizerského souvrství u Chocně.

Česká křídová pánev (dříve též česká křídová tabule) je rozsáhlá pánev, největší v Česku dochovaný sedimentační prostor, který se rozprostírá od Drážďan v Sasku, v Česku přes Děčín, severními Čechami přes Polabí až k Blansku u Brna. V Česku je pánev asi 300 km dlouhá na ploše asi 14,6 tisíc km². Vznikla ve svrchní křídě v jediném sedimentačním cyklu (stupně cenoman až santon). Původní rozsah byl mnohem větší než jeho zbytek, který je patrný na geologické mapě v dnešní době, jelikož značná část pánve podlehla pokřídové erozi a vrásnění. Větší část pánve tvoří geomorfologickou jednotku Česká tabule.

## Popis
Pánev vznikla díky transgresi, tj. výraznému globálnímu zvýšení hladiny moře ve svrchní křídě. Moře (tzv. křídové moře) tehdy zaplavilo rozsáhlá území včetně větší části území současného Česka. Tato záplava zanechala na našem území velmi patrné stopy v podobě mocných zpevněných sedimentárních hornin a fosílií.

## Sled sedimentární výplně

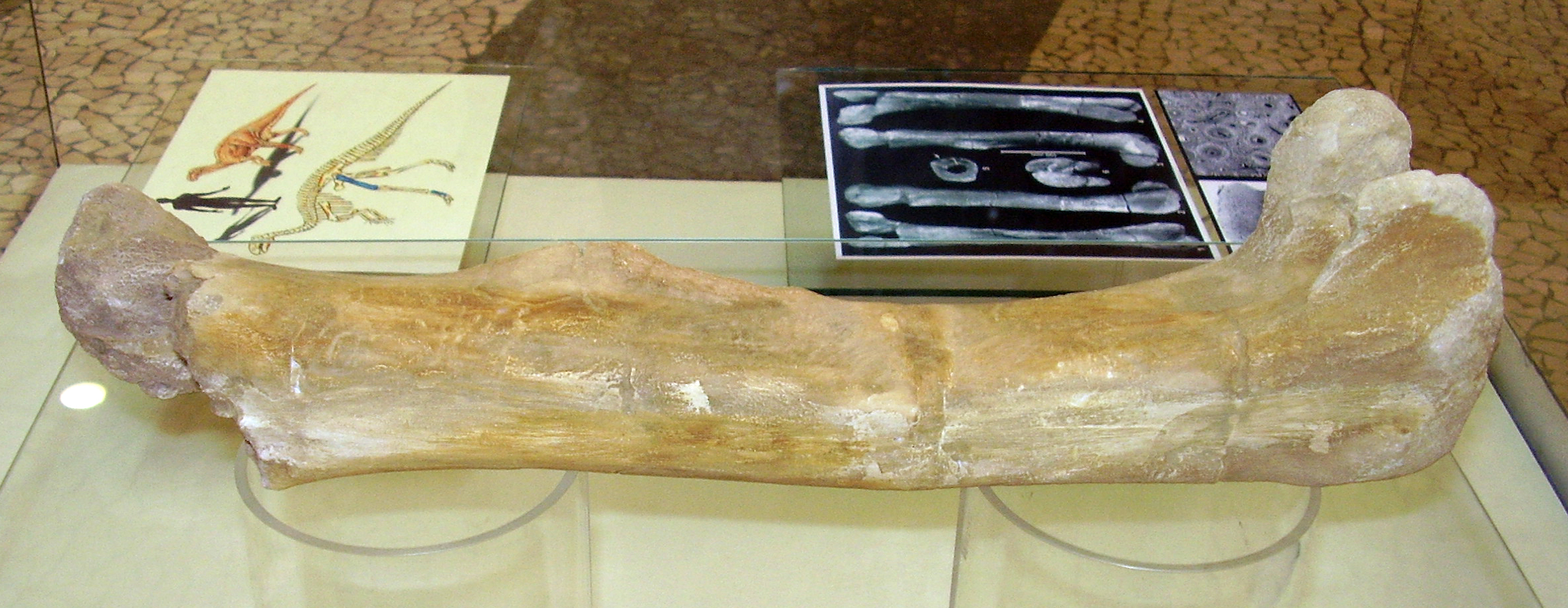
Fosilie stehenní kosti burianosaura.

Podle litostratigrafie se pánev dělí na několik jednotek – souvrství:
- perucko-korycanské souvrství – zastoupeny jsou sedimenty kontinentální, brakické až mořské stáří alb?–cenoman
  - perucké vrstvy – mocnost do 60 m, sladkovodní říční, jezerní, lagunární pískovce a aleuropelity, v nejvyšší části slojky hnědého uhlí (Moravská Třebová), uranonosné vrstvy (Stráž pod Ralskem), jílovce těženy pro keramické účely (Měcholupy, Peruc)
  - korycanské vrstvy – již mořský vývoj – kaolinické pískovce, slepence, vápnité jíly, jílovité pískovce, těžen pískovec u Hořic pro sochařské účely a jako stavební materiál, glaukonitové písky u Blanska pro využití ve slévárenství, ložiska uranu v okolí Stráže pod Ralskem
- bělohorské s. – 30–130 m, spodní turon, slínovce se spongility = opuka, pískovce (kaňon Labe u Děčína)
- jizerské s. – 15–400 m, střední turon, mělkovodní sedimenty, střídání slínovců, slínitých pískovců a pískovců (skalní město u Hřenska)
- teplické s. – 30–110 m, svrchní turon–spodní coniak, díky regresi moře mezi spodním a středním turonem začíná často transgresívním horizontem s prachovci, které obsahují fosfátové konkrece či glaukonit, následují vápnité jílovce, jílovité vápence, slínovce
- rohatecké vrstvy – mělkovodní vápnité jílovce až slínovce, zvané „zvonivé inoceramové opuky“
- březenské s. – do 250 m, střední–svrchní coniak, v severní a východní části dochází k ústupu moře, sedimentují flyšoidní a písčité uloženiny (Prachovské skály, Hruboskalsko, okolí Mnichova Hradiště), ve střední a západní části se ukládají vápnité jílovce až slínovce
- merboltické s. – do 150 m mocnosti, stáří santon, již typicky regresivní vrstvy zachované jako relikt v okolí Děčína – kaolinické pískovce, prachovce, jílovce
Vrstvy odpovídající české křídové pánvi jsou zastoupeny v polické pánvi (do 500 m, jizerské vrstvy – Adršpašsko-teplické skály) a králickém příkopu – pískovce (korycanské v.) o mocnosti několika metrů, převažující slínovce turonu s lavicemi pískovců.

## Paleontologie
V rámci sedimentů různých souvrství v rámci České křídové pánve již bylo objeveno množství pozoruhodných druhohorních obratlovců, mezi nimi například jediný známý „český“ ptakoještěr druhu Cretornis hlavaci nebo jediný dosud pojmenovaný dinosaurus z českého území – Burianosaurus augustai.